# Speyeria dorothea
Speyeria dorothea är en fjärilsart som beskrevs av Moeck 1947. Speyeria dorothea ingår i släktet Speyeria och familjen praktfjärilar. Inga underarter finns listade i Catalogue of Life.